# Đông Hồ (Vũ Hán)
Đông Hồ (giản thể: 东湖; phồn thể: 東湖; bính âm: Dōng Hú) là một hồ nước ngọt ở Vũ Hán, đây là hồ trong thành thị lớn nhất hoặc nhì  Trung Quốc. Hồ có diện tích mặt nước 88 km2. Hồ nằm trong hai quận Vũ Xương và Hồng Sơn, Vũ Hán. Đây là một trong những khu du lịch 5A của Trung Quốc, và tiếp nhận hơn một triệu người mỗi năm. Đây là một trong những trang web lớn nhất ở Hoa Trung. Đây cũng là "Hồ thành phố" lớn nhất tại Trung Quốc. Hồ Đông được tạo thành từ bốn khu vực, Ting Tao, Moshan, đảo Luo Yan và Bảo tàng tỉnh Hồ Bắc.

## Vấn đề môi trường
Hồ đã bị tách khỏi sông Dương Tử vào năm 1957. Chất lượng nước đã xuống cấp kể từ khi xả 180.000 tấn nước thải (nước thải nước thải và công nghiệp) vào hồ mỗi ngày. Mỗi năm, khoảng 441 tấn nitơ và 40 tấn phosphor đang chảy vào hồ. Hầu hết các phần của hồ đã được đánh giá là phú dưỡng, không phù hợp để uống và nhiều mục đích giải trí.